# Núcleos Antagônicos da Nova Guerrilha Urbana
Os Núcleos Antagônicos da Nova Guerrilha Urbana (NANGU) são uma federação anarquista insurrecionária formada por coletivos e indivíduos, assim como guerrilha urbana descentralizada que realiza ataques armados contra propriedade estatal e empresarial. O grupo atua na região metropolitana de Santiago, no Chile. Os NANGU realizaram diversos ataques considerados terroristas desde sua formação.

## História

### Atentados iniciais
Em 2011 o grupo deixou um dispositivo explosivo-incendiário em uma sucursal do Banco de Chile, realizando seu primeiro atentado. O dispositivo, no entanto, foi desativado por Carabineiros antes que pudesse detonar. Em panfletos deixados nas proximidades, o grupo apresentava alguns de seus princípios ideológicos e reivindicava a memória de Mauricio Morales, anarquista chileno morto em 2009, que veio a se tornar um ícone do anarquismo de insurreição global.
Entre 2011 e 2016, o grupo realizou outras tentativas de ataques explosivos em bancos e praças de Santiago, quase todas sem sucesso. Uma dessas tentativas, em 11 de fevereiro de 2016, foi realizada em uma unidade da gendarmaria chilena e alcançou alguma notoriedade da mídia nacional, chegando a ser considerada “incidente terrorista” pelo Ministério do Interior e Segurança Pública. Ainda em 2016, outro ataque foi realizado em um ônibus da Red Metropolitana de Movilidad (então Transantiago) com um dispositivo incendiário. Junto ao dispositivo estavam panfletos com “slogans anarquistas”.

### Intensificação das atividades

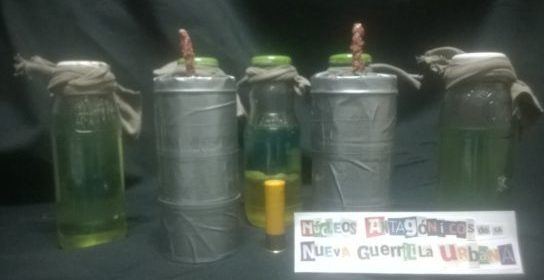
Explosivos caseiros usados pela organização em uma manifestação relacionada ao golpe de estado de 1973

Entre fevereiro e dezembro de 2016, o grupo realizou uma série de ataques frustrados a sedes de diversos partidos políticos, como o Partido pela Democracia, Partido Democrata Cristão do Chile, Partido Radical do Chile e Partido Socialista do Chile. Um desses ataques, realizado à sede da União Democrática Independente na comuna de Providencia, levou a danos materiais mas nenhum ferido.
Em dezembro de 2018, duas sucursais do BancoEstado em Las Condes foram atacadas pelo grupo, destruindo uma e danificando severamente outra. As explosões foram um ataque conjunto em colaboração com o Grupo de Ataque Antipatriarcal Claudia López, outra organização anarquista. Os grupos afirmavam que os ataques se dirigiam a banqueiros e burgueses chilenos, e nos arredores dos locais de ataque espalharam panfletos relembrando a morte de Sebastián Oversluij, militante anarquista morto durante um assalto a banco. Ao final de dezembro, uma terceira tentativa de ataque foi realizada contra outra sucursal do mesmo banco, sem sucesso.
Membros do grupo estiveram envolvidos em confrontos com a polícia durante protestos contra a 1.ª Cúpula do Prosul, rechaçando a presença do presidente brasileiro Jair Bolsonaro e outros participantes. Em 3 de agosto de 2019, cerca de 40 militantes dos NANGU incendiaram um ônibus e realizaram disparos ao ar, sem feridos. Após o início dos Protestos no Chile em 2019-2020, o grupo publicou um panfleto expondo sua analise da conjuntura, com o título Sobre Fantasmas Insurreccionales y banderas falsas. No panfleto, são discutidos os antecedentes e causas dos protestos, e a participação de membros da organização nas linhas de frente nas manifestações.

## Ideologia
Os NANGU se encaixam nas tradições anarquista individualista, anarquista insurrecionária e ilegalista, e são críticos tanto do capitalismo quanto do Marxismo. O grupo defende o uso da ação direta, inclusive da luta armada, e tem a propaganda pelo ato como uma de suas principais formas de atuação. Algumas células dos NANGU são ligadas à internacional anarco-insurrecionária Federação Anarquista Informal/Frente Revolucionária Internacional, e os dois movimentos ocasionalmente trabalham em conjunto.